# محمد الأمير المالكي
محمد الأمير الكبير المالكي (1154 - 1232 هـ = 1742 - 1817 م) عالم باللغة العربية، من فقهاء المالكية. ولد في سنبو (بمصر) وتعلم في الأزهر وتوفي بالقاهرة.

## اسمه ونسبه
هو العلامة الشيخ محمد بن محمد بن أحمد بن عبد القادر بن عبد العزيز بن محمد السنباوي المالكي الأزهري الشهير بالأمير، وهو لقب جده الأدنى أحمد، وسبب هذا اللقب أن جده أحمد وأباه عبد القادر كان لهما إمرة بالصعيد.

## مولده
أخبر الشيخ الأمير بنفسه أن أصلهم من بلاد المغرب، وربما يكون تحديدا من مدينة مازونة الجزائرية الآن، كما أخبر بذلك تلميذه أبو راس الناصري لما اتصل به سنة 1240 هـ، وذكر ذلك في رحلته، وأيده مواطنه القاضي ابن الحميسي المازوني قاضي مازونة ثم وهران في العهد التركي -حوالي 1240 هـ- حيث قدم أجداده، فنزلوا بمصر عند عبد الوهاب أبي التخصيص الوفائي كما أخبرت عن ذلك وثائق لهم، ثم أقاموا بمكان بناحية سنبو وبها ولد الشيخ وكان مولده يوم الأربعاء في شهر ذي الحجة سنة 1154 هـ بإخبار والديه وارتحل معهما إلى القاهرة وهو ابن تسع سنين.

## حياته
ختم العلامة الأمير القرآن ببلدته وهو ابن تسع سنين، ثم قدم القاهرة والتحق بدروس الجامع الأزهر، فحفظ المتون واجتهد في تحصيل العلوم، فلم يبق فن حتى أتقنه، ودرس فقه المذاهب الأربعة والقراءات والهيئة والهندسة والفلكيات والأوفاق والحكمة وغير ذلك، وقد تصدر لإلقاء الدروس في حياة شيوخه، ونما أمره واشتهر فضله؛ خصوصا بعد موت أشياخه، وشاع ذكره في الآفاق؛ وخصوصًا بلاد المغرب، وتأتيه الصلات من سلطان المغرب وتلك النواحي في كل عام، ووفد عليه الطالبون للأخذ عنه والتلقي منه، وتوجه في بعض القضايا إلى دار الخلافة العثمانية، وألقى هناك دروسًا حضره فيها علماؤهم وشهدوا بفضله واستجازوه وأجازهم بما هو مجاز به من أشياخه، وأنعمت عليه الدولة بعطايا سنية، وظل مدة ناظرا على الجامع الأزهر، ودرس بمدرسة محمد بك أبي الذهب مدة.

## صفاته
انتهت إلى العلامة الأمير الرياسة في العلوم بالديار المصرية، وكان رقيق القلب لطيف المزاج، ينزعج طبعه من غير انزعاج، يكاد الوهم يؤلمه وسماع المنافر يوهنه ويسقمه، وكان ذا جرأة في الحق لا تأخذه في الله لومة لائم، وله في ذلك مواقف مشهودة مع الكبراء وغيرهم، وفي آخر عمره ضعفت قواه وتراخت أعضاه وزاد شكواه.
ومن شعره: 
ومنه أيضا:
وله كذلك:
وله أيضا:

## شيوخه
1. ختم القرآن وجوده على الشيخ المنير على طريقة الشاطبية والدرة.
2. سمع صحيح البخاري وكتاب الشفاء على علي بن العربي السقاط.
3. الشيخ الإمام شيخ الإسلام علي بن أحمد بن مكرم الله الصعيدي العدوي المالكي (1112 – 1189هـ) حضر دروسه في الفقه وغيره من كتب المعقول ولازمه وأخذ عنه وبه تخرج.
4. حضر على السيد البليدي شرح السعد على عقائد النسفي والأربعين النووية.
5. سمع الموطأ على هلال المغرب وعالمه الشيخ محمد التاودي بن سودة بالجامع الأزهر سنة وروده بقصد الحج.
6. لازم العلامة الشيخ حسن الجبرتي سنين، وتلقى عنه الفقه الحنفي وغير ذلك من الفنون كالهيئة والهندسة والفلكيات والأوفاق والحكمة، وكتب له إجازة مثبتة في برنامج شيوخه.
7. الشيخ محمد بن إسماعيل النفراوي المالكي.
8. حضر الشيخ يوسف الحفني في آداب البحث وشرح قصيدة: «بانت سعاد».
9. حضر على الشيخ محمد الحفني مجالس من الجامع الصغير والشمائل المحمدية ورسالة النجم الغيطي في المولد.
10. حضر على الشيخ أحمد الجوهري شرح جوهرة التوحيد للشيخ عبد السلام، وسمع منه المسلسل بالأولية، وتلقى عنه طريق الشاذلية من سلسلة مولاي عبد الله الشريف.
11. الشيخ محمد بن موسى الجناجي المعروف بالشافعي وهو مالكي المذهب (ت: 27 جمادى الثانية 1200هـ 27 إبريل 1786م) أخذ عنه ولازم القراءة عليه مدة.
12. شملته إجازة الشيخ الملوي وتلقى عنه مسائل في أواخر أيام انقطاعه بالمنزل.

## تلاميذه
تتلمذ على العلامة الأمير وأخذ عنه ما لا يحصى كثرة من طلبة العلم، وممن نبغ ممن أخذ عنه:
1. ولده الشيخ محمد الأمير، وصار بعده أحد الشيوخ، وكان يقرأ الدروس ويفيد الطلبة ويحضر الدواوين والمجالس العالية.
2. الشيخ مصطفى العقباوي -نسبة لمنية عقبة بالجيزة-[ملحوظة 2] المالكي (ت: 19 جمادى الآخرة 1221 هـ 3 سبتمبر 1806م) حضر دروسه وقرأ عليه.
3. الشيخ محمد عبد الفتاح المالكي، لازم دروسه وتفقه عليه وبه تخرج (ت: 1 من ذي الحجة 1222هـ 30 يناير 1808م).
4. الشيخ السيد أحمد بن محمد بن إسماعيل الطهطاوي الحنفي شيخ السادة الحنفية (ت: 15 رجب سنة 1231 هـ 11 يونيو 1816م)، تلقى عنه الحديث سماعا وإجازة.
5. السيد محمد بن عثمان بن محمد بن عبد الرحيم بن مصطفى ابن القطب الكبير محمد الدمرداش الخلوتي (ت: 14 رمضان سنة 1194 هـ 19 أكتوبر 1780م)، حضر دروسه.
6. الشيخ الصالح عيسى جلبي بن محمود بن عثمان بن مرتضى القفطانجي الحنفي المصري (ت: 1197 هـ) أخذ عنه العربية والكلام.
7. الشيخ محمد بن حسن الجزايرلي الحنفي (ت: 1187هـ) حضر عليه في علوم المعقول.

## مؤلفاته
صنف عدة مؤلفات منها:
1. المجموع: مصنف في الفقه المالكي حاذى به مختصر خليل، جمع فيه الراجح في المذهب، وقد صار مقبولًا مذ ألفه في حياة شيخه العدوي حتى إن الشيخ العدوي كان إذا توقف في موضع يقول: «هاتوا مختصر الأمير»، وهذه منقبة شريفة.
2. شرح المجموع: وهو شرح نفيس على مصنفه السابق طبع بمطبعة شاهين سنة 1281 هـ ثم سنة 1304 هـ.
3. ضوء الشموع على شرح المجموع: وهو حاشية على شرحه السابق طبع بمصر سنة 1304هـ، وقد اشتهرت هذه الثلاثة (المجموع وشرحه وحاشيته) وأثنى عليها العلماء وفضلوها على سواها من كتب متأخري المذهب.
4. الإكليل شرح مختصر خليل: شرح مختصر لطيف ممتزج بالمتن امتزاج الروح بالجسد، عني مؤلفه ببيان الراجح من الخلاف، والمعتمد من الأقوال، والظاهر من التأويلات، فجاء مع اختصاره حسنا مفيدًا، وقد طبع هذا الشرح بتصحيح وتعليق العلامة الشيخ عبد الله بن الصديق الغماري بمكتبة القاهرة.
5. المناسك: طبع باسم مناسك الأمير طبعة حجرية بمطبعة حسن الرشيدي سنة 1281 هـ.
6. مطلع النيرين فيما يتعلق بالقدرتين: مصر 1896 هـ.
7. إتحاف الأنس في الفرق بين اسم الجنس وعلم الجنس: طبع باسم إتحاف الأنس في العلمية واسم الجنس بدمشق سنة 1302 هـ.
8. بهجة الأنس والائتناس شرح زارني المحبوب في رياض الآس: طبع بمصر طبعة حجرية.
9. رفع التلبيس عما يسأل به ابن خميس.
10. ثمر الثمام في شرح آداب الفهم والإفهام.
11. تفسير سورة القدر.
12. الوظيفة الشاذلية: طبع بمدينة مراد آباد بالهند سنة 1887م، كما طبع بدمشق سنة 1302 هـ.
13. حواش على المعراج.
14. حاشية على شرح العشماوية لابن تركي: في الفقه المالكي (مخطوط).
15. حاشية على مغني اللبيب لابن هشام: طبع بمطبعة شرف بالقاهرة سنة 1299 هـ.
16. حاشية على شرح الشيخ عبد الباقي على مختصر خليل: في الفقه المالكي.
17. حاشية على إتحاف المريد شرح جوهرة التوحيد: وهي حاشية ماتعة على شرح الشيخ عبد السلام اللقاني ابن ناظم الجوهرة على متن جوهرة التوحيد للشيخ إبراهيم اللقاني، وقد قيل عنها: إنها معجزة للفحول، فقد جمعت من فنون العلوم المختلفة جملة حسنة، وقد اعتنى العلماء بهذه الحاشية عناية بالغة إقراء وتدريسا، وكانت تدرس بالجامع الأزهر وغيره من معاهد العلم فترة طويلة، وقد طبعت بمطبعة بولاق بالقاهرة سنة 1282 هـ، ثم بالمطبعة الأزهرية سنة 1300 هـ، ثم 1309 هـ، ثم تكرر طبعها.
18. حاشية على شرح شذور الذهب لابن هشام: طبع بمصر طبعة حجرية سنة 1285 هـ.
19. حاشية على الفوائد الشنشورية شرح الرحبية: في الفرائض فرغ من تأليفها سنة 1185 هـ، وقيل: بل سنة 1221 هـ وأولها: «سبحان من يرث الأرض ومن عليها وهو خير الوارثين». (مخطوط بالأزهرية).
20. حاشية على شرح الملوي على السمرقندية: في البلاغة، طبع طبعة حجرية بمصر سنة 1281 هـ ثم 1301 هـ، ثم طبع بالمطبعة الأزهرية سنة 1308 هـ.
21. حاشية على شرح الشيخ خالد على الأزهرية في علم العربية: حاشية فائقة أتى فيها بمباحث رائقة حتى قيل فيها:

وقد طبعت بمطبعة بولاق بالقاهرة سنة 1286 هـ.

## وفاته
توفي يوم الإثنين عاشر ذي القعدة الحرام (10 من ذي القعدة سنة 1232هـ — 21 سبتمبر 1817م) وكان له مشهد حافل جدًّا، ودفن بالصحراء بجوار مدفن الشيخ عبد الوهاب العفيفي بالقرب من السلطان قايتباي، وكثر عليه الأسف والحزن، ومما قيل في رثائه بعد موته: